# 雅克·卡里乌
雅克·卡里乌（法語：Jacques Cariou，1870年9月23日—1951年10月7日），法国男子马术运动员。他曾代表法国参加1912年夏季奥林匹克运动会马术比赛，获得一枚金牌、一枚银牌和一枚铜牌。